# Andrew Murray (botánico)
Andrew Murray (Edimburgo, 19 de febrero de 1812 – Kensington, 10 de enero de 1878) fue un botánico y entomólogo escocés.
En 1857 Murray es profesor de Historia Natural en el "New College" de Edimburgo y ese mismo año es elegido miembro de la Royal Society.
Fue académico de la Real Sociedad de Edimburgo (FRSE) siendo entre 1858 y 1859 su presidente. En 1861 se muda a Londres, donde será miembro de la Sociedad linneana de Londres; y secretario de la "Royal Horticultural Society" donde había sido elegido miembro científico en 1877.

## Obra
- Botanical expedition to Oregon, 1849-1859
- Catalogue of the Coleoptera of Scotland, 1853. Ed. Edimburgo, Londres, W. Blackwood & sons
- The Pines & Firs of Japan, 1863
- The Pinetum britannicum, Teile 4 bis 37, 1863-1884
- The Geographical Distribution of Mammals, 1866
- On the geographical relations of the chief coleopterous faunae. 1870. J. Linn. Soc. 11: 1-89
- Economic Entomology, 1877. Ed. Chapman & Hall, Londres

- La abreviatura «A.Murray» se emplea para indicar a Andrew Murray como autoridad en la descripción y clasificación científica de los vegetales.[1]